# Синтащинска култура
Синтащинска култура или Културата „Синтаща“ (на руски: Синташтинская культура, на английски: Sintashta culture), съществувала около 2050–1900 пр. Хр., е първата фаза на Синтащинско-Петровската култура или Синтащинско-Акраимската култура, и е археологическа култура от късната средна бронзова епоха, разположена на изток от Южен Урал, в границите на северната Евразийска степ, на границата между Източна Европа и Централна Азия. Целият Синтащинско-Петровски комплекс е датиран от Щефан Лиднер, на основата на серия от 19 калибрирани радиовъглеродни проби, около 2050–1750 BCE. Фазата на Петровската култура може да се датира около 1900–1750 пр. Хр. Най-късната сигурна дата на човешки останки в Синтаща е 2198±66 кал. пр. Хр. (2335–2041 кал. пр. Хр.) и генетично анализирана като Y-хаплогрупа R1a-Z93 < R-Z2124.
Синтащинската култура в миналото се датира в периода 2200–1800 пр. Хр. В 2020 година Вентреска Милер и други все още дават период от 2400–1800 пр. Хр., на базата на 44 по-ранни C14 калибрирани датировки от Руската академия на науките, които някои други изследователи смятат за остарели. Културата носи името на селището Синтаща в Челябинската област на Русия и е разпространена в Оренбургската област, Башкортостан и Северен Казахстан.
Смята се, че тази култура представлява източна миграция на хора от Културата на шнуровата керамика. Широк кръг от изследователи я смята за начало на индо-иранските езици. В синтащинските погребения са открити най-ранните известни колесници и културата се смята за силен кандидат за произход на тази нехнология, която се разпростира из Стария свят и играе голяма роля в античните войни. Селищата от културата са забележителни и с интензивността на добива на мед и бронзовата си металургия, което е необичайно за степна култура. Сред основните характеристики на Синтащинската култура са високото ниво на милитаризъм и силно укрепените селища, от които са известни 23.

## Произход
Според руските археолози културата Синтаща възниква от взаимодействието на две предшестващи култури, Полтавската култура и Абашевската култура. Поради трудността да се идентифицират останките от обектите на Синтаща под тези от по-късните селища, културата е разграничена едва през 90-те години от Андроновската култура. Тогава е призната за отделна култура, съставляваща част от Андроновския хоризонт. Резултати от генетично изследване, публикувано в „Нейчър“ в 2015 година, предполагат, че Синтащинската култура се е появила в резултат на миграция на изток на народи от Културата на шнуровата керамика.
Морфологичните данни предполагат, че Синтащинската култура може да се е появила в резултат на смесване на степно наследства от Полтавската култура и Катакомбната култура, с потекло от неолитни горски ловци-събирачи.
Въпреки че други изследователи смятат, че това е остаряла хронология, Вентреска Милер и други все още твърдят, че първите селища на Синтаща са се появили около 2400 г. пр. Хр. и са продължили до 1800 г. пр. Хр. е. с оценки на населението във всяко селище, вариращи от 200 до 700 индивиди, по време на период на климатични промени, при които вече сухата Казахски степен регион става още по-студен и по-сух. Блатистите низини около Урал и горната част на река Тобол, предпочитани преди като зимни убежища, стават все по-важни за оцеляването. Под този натиск и полтавските и абашевските скотовъдци се заселват за постоянно в крепости в речните долини, избягвайки по-защитимите места на върховете на хълмовете. Милер и съавтори също така твърдят, че „до 2300 г. пр. Хр. селища от средната бронзова епоха, свързани с културните групи Синтаща и Петровка в северен Казахстан, силно са експлоатирали опитомени говеда, овце и кози заедно с коне, като от време на време са ловували дива фауна“.
Нейният непосредствен предшественик в Уралско-Тоболската степ е Полтавската култура, издънка на скотовъдния Ямен хоризонт, която се премества на изток в региона между 2800 и 2600 година пр. Хр. Няколко синтащински града са построени върху по-стари полтавски селища или близо до полтавски гробища, а полтавските мотиви са често срещани върху керамиката на Синтаща.
Синтащинската материална култура също показва влиянието на късната Абашевска култура, произлизаща от Фатяново-Балановската култура, сбор от селища от шнуровата керамика в лесостепната зона на север от района на Синтаща, които също са били предимно стотовъдни.

## Общество

### Езикова идентичност
Смята се, че хората от културата „Синтаща“ са говорили протоиндо-ирански език, прародителят на индо-иранското езиково семейство. Тази идентификация се основава основно на прилики между части на „Риг Веда“, религиозен текст, който включва древни индоирански химни, записани на ведически санскрит, и погребалните ритуали на Синтащинската култура. Много културни прилики със Синтаща също са открити в Скандинавската бронзова култура (епоха).
Има лингвистични доказателства за взаимодействие между угро-финските и индо-иранските езици, показващи влияния от индо-иранците върху угро-финската култура.
След културата „Синтаща“ започват миграциите на индо-иранците към Анатолия, Индия и Иран. От IX век пр. Хр. нататък иранските езици също мигрират на запад със скитите обратно към Понтийската степ, откъдето идват протоиндоевропейците.

### Военно дело
Предходната Абашевска култура вече е белязана от ендемични междуплеменни войни; засилени от екологичен стрес и конкуренция за ресурси в периода „Синтаща“. Това доведежда до изграждането на укрепления в безпрецедентен мащаб и до иновации във военната техника, като изобретяването на бойната колесница. Повишената конкуренция между племенните групи може също да обясни екстравагантните жертвоприношения, наблюдавани в синтащинските погребения, тъй като съперниците се опитват да се надминат един друг в актове на демонстративно потребление, аналогични на северноамериканската потлач традиция.
Типовете синтащински артефакти като върхове на копия, трилобни върхове на стрели, длета и големи брадви с дупка за ствол са отнесени на изток. Много синтащински гробове са снабдени с оръжия, въпреки че композитният лък, свързан по-късно с карането на колесници, отсъства. Гробните предмети с по-висок статус включват колесници, както и брадви, глави на боздуган, върхове на копия и набузници. В обектите в Синтаща има находки от рог и кост, интерпретирани като части (ръкохватки, опори за стрели, накрайници, халки за тетива) на лъкове; няма индикации, че огъващите се части на тези лъкове са включвали нещо друго освен дърво. Намерени са също върхове на стрели, направени от камък или кост, а не от метал. Тези стрели са къси, дълги 50–70 cm и съответно самите лъкове може да са били къси.

### Металургия
Икономиката на Синтаща започва да се върти около медната металургия. Медните руди от близките мини (като Воровская яма) са пренасяни в синтащинските селища, за да бъдат преработени в мед и арсеников бронз. Това се случи в индустриален мащаб: всички разкопани сгради в синтащинските селища Синтаща Синтаща, Аркаим и Устие съдържат останки от топилни пещи и шлака. Около 10% от гробовете, предимно на възрастни мъже, съдържат артефакти, свързани с бронзовата металургията (калъпи, керамични дюзи, останки от руда и шлака, метални пръчки и капки). Въпреки това, тези гробни инвентари, свързани с производството на метал, рядко се срещат заедно с гробни инвентари с по-висок статус. Това вероятно означава, че тези, които са се занимавали с производство на метали, не са били на върха на социалната йерархия, въпреки че това, че са погребани в гробище, свидетелства за някакъв вид по-висок статус.
Голяма част от синтащинския метал е бил предназначен за износ в градовете на Бактрийско-маргианския археологически комплекс  (БМАК) в Централна Азия. Търговията с метали между Синтаща и БМАК за първи път свързва степния регион с древните градски цивилизации на Близкия Изток: империите и градовете-държави на Иран и Месопотамия осигуряват почти безкраен пазар за метали. По тези търговски пътища от степта в Близкия Изток навлизат конят, колесницата и в крайна сметка индо-иранците.

## Физически тип
Физическите останки на хората от Синтащинската култура разкриват, че те са били европеиди с долихоцефални черепи. Черепите от Синтаща са много подобни на тези от предшестващите я Фатяново-Балановска култура и Абашевска култура, които в крайна сметка проследяват произхода си до Централна Европа, и тези от последващите я Срубна култура и Андроновска култура. Черепите от свързаната Потаповска култура са по-малко долихоцефални, вероятно в резултат на смесване между хората от Синтаща и потомците на Ямната култура и Полтавската култура, които, макар и от подобен европеоиден тип, са по-малко долихоцефлни от синтащинските. Физическият тип на Абашево, Синтаща, Андроново и Срубна по-късно се наблюдава сред скитите.

## Генетика
В 2015 година Алентофт анализира останките на четири индивида от Синтащинската култура. Един мъж има хаплогрупа R1a и J1c1b1a, докато другият има R1a1a1b и J2b1a2a. Двете жени имат съответно U2e1e и U2e1h. Проучването установява тясна автозомна генетична връзка между народите от Културата на шнуровата керамика и културата Синтаща, която „предполага сходен генетичен източник на двете“ и може да означава, че „Синтаща произлиза директно от миграция на изток на хората от шнуровата керамика.“ И индивидите от Синтаща и индивидите от шнуров фаянс имат относително по-висок дял на наследство от Централна Европа, и двете се различават определено по това наследство от населението на Ямната култура и повечето индивиди от Полтавската култура, която предшества Синтаща в същия географски регион. Установено е също, че Културата на камбановидните чаши, Унетицката култура и съвременните скандинавски култури са тясно генетично свързани с Културата на шнуровата керамика. Особено висока лактозна толерантност е установена при популацията на Шнуровата керамика и тясно свързаната Скандинавска бронзова култура. В допълнение, проучването установява, че Кинтащинската култура е тясно генетично свързана с последвалата я Андроновска култура.
В 2019 година Нарасимхан анализира останките на няколко членове на Синтащинската култура. Извлечена е митохондриална ДНК от две жени, погребани в селището Петровка. Установено е, че те има субклади на U2 и U5. Анализирани са останките на петдесет индивида от укрепеното синтащинско селище Каменен амбар. Това е най-голямата проба от древна ДНК, вземана някога от едно място. Извлечена е Y-ДНК от тридесет мъже. Осемнадесет имат R1a и различни нейни субклади (по-специално субклади на R1a1a1), пет имат субклади на R1b (по-специално субклади на R1b1a1a), двама Q1a и неин субклад, един I2a1a1a и четири неуточнени R1 клади. По-голямата част от пробите на митохондриална ДНК принадлежат към различни подклади на U, като се срещат също и W, J, T, H и K. Установено е, че синтащински мъж, погребан в Самара, има R1b1a1a2 и J1c1b1a. Авторите на изследването установяват, че хората от Синтаща са тясно генетично свързани с хората от Културата на шнуровата керамика, Срубната култура, Потаповската култура и Андроновската култура. Установено е, че те имат смесено потекло от Ямната култура и народите от централноевропейския среден неолит. Хората от Синтаща се смятат за „генетично почти неразличими“ от проби, взети от северозападните области, съставляващи ядрото на Андроновската култура, които са „генетично до голяма степен хомогенни“. Генетичните данни предполагат, че културата Синтаща в крайна сметка произлиза от ремиграция на централноевропейски народи със степно потекло обратно в степта. Някои индивиди от Синтаща показват прилики с по-ранни проби, събрани в Хвалинск.
Разпространението на генетичната линия DOM2, за която се смята, че е предшественик на всички съвременни опитомени коне, е свързано с популациите, които предхождат културата Синтаща и техните експанзии. Генетично проучване, публикувано през 2021 година, предполага, че тези коне са били селективно отглеждани за желани черти, включително послушност, толерантност към стрес, издръжливост при бягане и по-високи прагове за носене на тегло.

## Галерия
- Въздушна снимка на Аркаим
- Аркаим и околностите
- Разкопките в Аркаим и частична възстановка на къщи
- Модел на колесница от Аркаимския музей
- Синтащинска керамика и конски юзди